# Broadcast Television Journalists Association
La Broadcast Television Journalists Association est une association de critiques de la télévision créée en 2011, qui décerne les Critics' Choice Television Awards.